# Exorista rusticoides
Exorista rusticoides är en tvåvingeart som beskrevs av Louis-Paul Mesnil 1963. Exorista rusticoides ingår i släktet Exorista och familjen parasitflugor. Inga underarter finns listade i Catalogue of Life.